# GOAL FC
Grand Ouest Association Lyonnaise Football Club (kortweg: GOAL FC, of Goal FC) is een Franse voetbalclub opgericht in 2000. De club komt in het seizoen 2023-24 uit in het Championnat National (derde divisie in het Franse voetbal), nadat ze in 2023 promoveerden vanuit de Championnat National 2.

## Historie

### Oprichting en fusies
De voetbalclub werd opgericht in 2000 onder de naam Beaujolais Monts d'Or, wat een fusie was van de twee amateurverenigingen US Anse Ambérieux en Chasselay Foot die beiden ten noorden van Lyon speelden.
In 2006 absorbeerde de club Foot Club Sportif Chazay-Civrieux van de gemeenten Chazay-d'Azergues en Civrieux-d'Azergues, en ging het verder onder de naam Monts d'Or Azergues Foot. Het team speelde gedurende meerdere jaren in hogere divisies van de competitie in Rhône-Alpes, tot het promoveerde naar de Championnat de France amateur 2 (vijfde divisie in het Franse voetbal).
Tijdens het seizoen 2009-10 won de club het kampioenschap in de CFA 2 en promoveerde ze voor het eerst in haar geschiedenis naar de CFA (het vierde niveau in het Franse voetbal), dat later omgedoopt werd tot de Championnat National 2. Hier bleven ze tot 2020 meerdere jaren in de middenmoot spelen.
Op 9 mei 2020 werd een fusie aangekondigd tussen Monts d'Or Azergues Foot en 3 andere clubs in de regio Lyon (Tassin FC, Champagne Sport en Futsal Saône Mont d'Or). De naam van de gefuseerde clubs werd GOAL FC, en in een klap werd het de grootste club van Frankrijk in termen van aantal leden (meer dan 1.800). De fusie werd na goedkeuring van de FFF bekrachtigd voor de start van het seizoen 2020-21.

### Kampioenschap naar de derde nationale divisie
Op zaterdag 3 juni 2023 verzekerde GOAL FC zich met een 3-1 overwinning in de laatste competitiewedstrijd tegen Stade Bordelais van het kampioenschap in groep D van de Championnat National 2. Hierdoor promoveerde de club, die vanaf speeldag 4 al bovenaan de stand stond, voor de eerste keer in zijn geschiedenis naar het derde voetbalniveau van Frankrijk (Championnat National).

## Identiteit van de club

### Evolutie van de clubnaam
De club werd opgericht onder de naam Beaujolais Monts d'Or, het resultaat van een fusie tussen US Anse Ambérieux en Chasselay Foot.
De club veranderde zijn naam in Monts d'Or Azergues Foot in juli 2005.
In 2017 werd Monts d'Or Azergues omgedoopt tot Foot Monts d'Or Anse Foot, als verwijzing naar een van de steden waar de club speelt.
In 2020 fuseerden MDA Foot, Tassin FC, Champagne Sport en Futsal Saône Mont d'Or tot GOAL FC, wat een afkorting is van de ligging van alle clubs in de regio Lyon (Grand Ouest Association Lyonnaise Football Club). In 2024 degradeerde de club.

### Stadion
De club speelt zijn wedstrijden in het Stade Ludovic Giuly, vernoemd naar de gelijknamige oud-voetballer Ludovic Giuly die afkomstig is uit Lyon. Het stadion heeft een capaciteit van 5.000 plaatsen en is gelegen in Chasselay, een plaats ten noorden van Lyon.

## Erelijst
- Kampioen Ligue Rhône-Alpes de football: 2006
- Kampioen Championnat de France amateur 2: 2010
- Winnaar Coupe de Lyon et du Rhône: 2021
- Kampioen Championnat de France National 2: 2023